# Coppermine
Coppermine (anglicky Coppermine River) nebo někdy Měděná řeka je řeka v Severozápadních teritoriích a Nunavutu na severu Kanady. Je 840 km dlouhá.

## Průběh toku
Odtéká z jezera Gras. Teče tundrou na sever. Koryto se vyznačuje řadou jezerovitých rozšíření (např. jezero Point), peřejí a vodopádů. Ústí do Korunovačního zálivu Severního ledového oceánu.

## Vodní režim
Zdroj vody je sněhový. Nejvyšších vodních stavů dosahuje na jaře a v létě. Zamrzá na půl roku.

## Využití
V ústí se nachází inuitská osada Kugluktuk.